# April Fool's Day (2008)
April Fool's Day (Brasil: Dia da Mentira ) é um filme de terror produzido nos Estados Unidos e lançado em 2008, refilmagem do filme de mesmo nome de 1986.